# Scutellum

Onderdelen van het borststuk van een huisvlieg:
1 = prescutum
2 = scutum
3 = scutellum
4 = propleuron
5 = mesopleuron
6 = metapleuron
7 = prosternum
8 = mesosternum
9 = metasternum

Het scutellum of schildje is een onderdeel van het borststuk van een insect. Het scutellum is gelegen aan de bovenzijde van het borststuk, achter het scutum. De anale plaat van de rups wordt het anale scutellum genoemd.

## Scutellum bij diverse insecten groepen

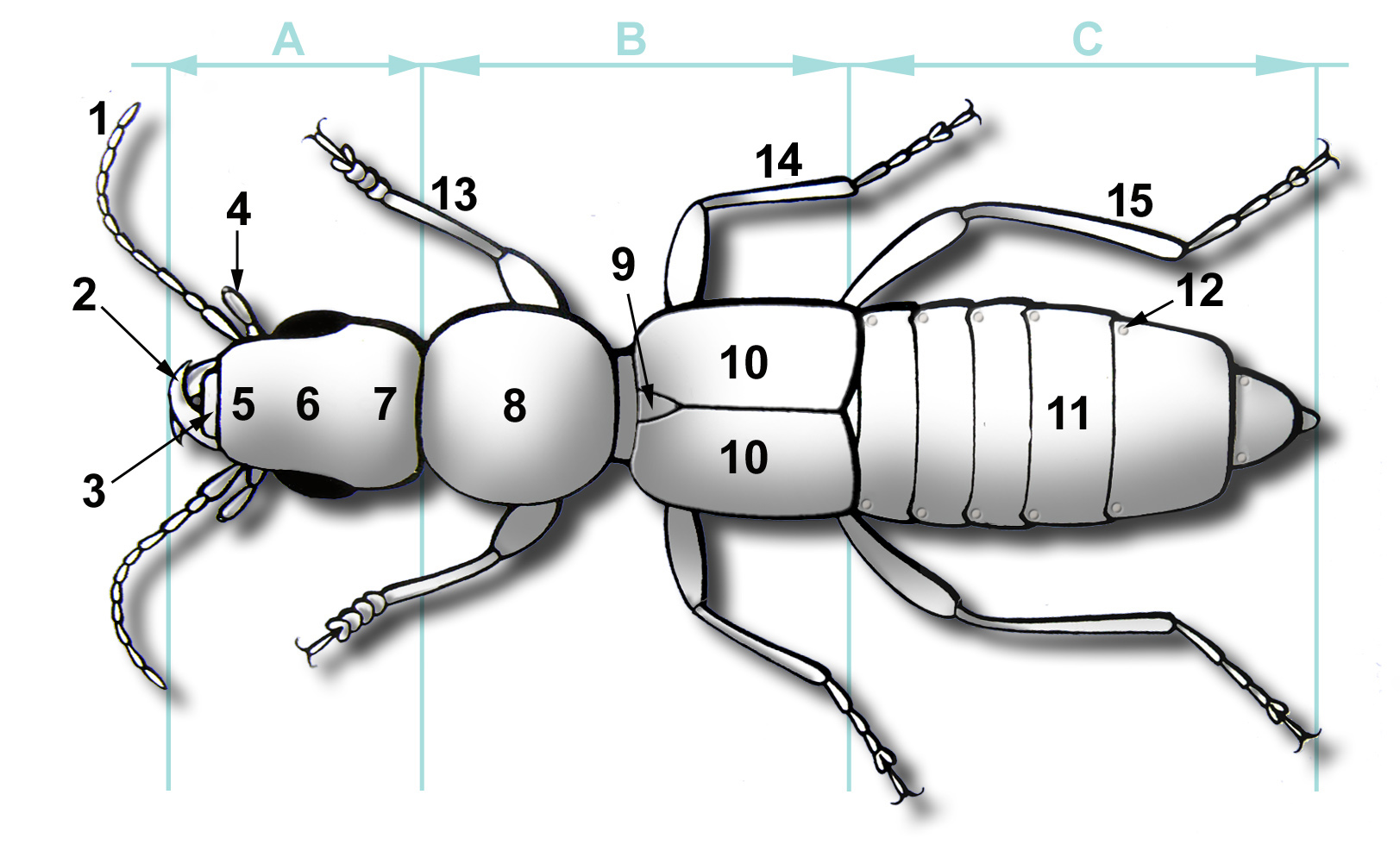
26=Heteroptera scutellum
- 6=Diptera scutellum
- 9=Coleoptera scutellum
- Formicidae scutellum